# 第11通信大隊
第11通信大隊（だいじゅういちつうしんだいたい、JGSDF 11th Signal Battalion）は、真駒内駐屯地に駐屯してた第11師団隷下の通信科部隊。2008年（平成20年）3月の第11師団の旅団化に伴い廃止され、第11通信中隊へ縮小改編、2019年（平成31年）3月の機動旅団への改編に伴い、第11通信隊へ改編された。

## 第11通信隊の概要
第11通信隊は、第11旅団隊区（道央・道南）を活動地域とし、最新の通信電子技術を用いて、旅団の防衛・警備及び災害派遣時、旅団長とのシステム通信を確保することや写真・ビデオ等の撮影を行うことを任務とする。
隊長は2等陸佐で第11旅団司令部の通信課長を兼任する。

## 沿革
第11通信大隊
- 1962年（昭和37年）1月18日：第11師団編成に伴い、第11通信大隊が真駒内駐屯地で編成完結。

第11通信中隊
- 2008年（平成20年）3月26日：第11通信大隊が第11師団の旅団化に伴い廃止、第11通信中隊へ縮小改編。

第11通信隊
- 2019年（平成31年）3月26日：第11旅団の機動旅団への改編に伴い、第11通信隊へ改編。

## 第11通信隊の部隊編成
- 第11通信隊本部
- 指揮所通信小隊
  - 小隊本部
  - 信務・無線班
  - 構成班
  - 指揮支援1班
  - 指揮支援2班
- 通信支援小隊
  - 小隊本部
  - 搬送通信班
  - 共用通信班
  - 通信支援1班
  - 通信支援2班

車両の部隊表示は、全て「11通」

## 主要装備
- 衛星単一通信可搬局装置 JMRC-C4
- 衛星単一通信携帯局装置 JPRC-C1
- 1/2tトラック / 73式小型トラック
- 1 1/2tトラック / 73式中型トラック
- 3 1/2tトラック / 73式大型トラック
- 89式5.56ｍｍ小銃